# Хайденхайм ан дер Бренц
Хайденхайм ан дер Бренц (на немски: Heidenheim an der Brenz, в превод Хайденхайм на Бренц) е град в Югозападна Германия, разположен в провинция Баден-Вюртемберг. Градът е разделен на 4 района.

## Побратимени градове
- Ихлава (Чехия) от 1957
- Клиши (Франция) от 1958
- Санкт Пьолтен, (Австрия) от 1968
- Нюпорт, Уелс (Великобритания), от 1981
- Сисак (Хърватия) от 1988
- Дьобелн, Германия (Саксония) от 1991
- Ихлава (Чехия) от 2002
- Кливланд (САЩ)

Сдружаване с:
- Цуиндзян (Китай) от 1994